# Ivar Lo-Johansson

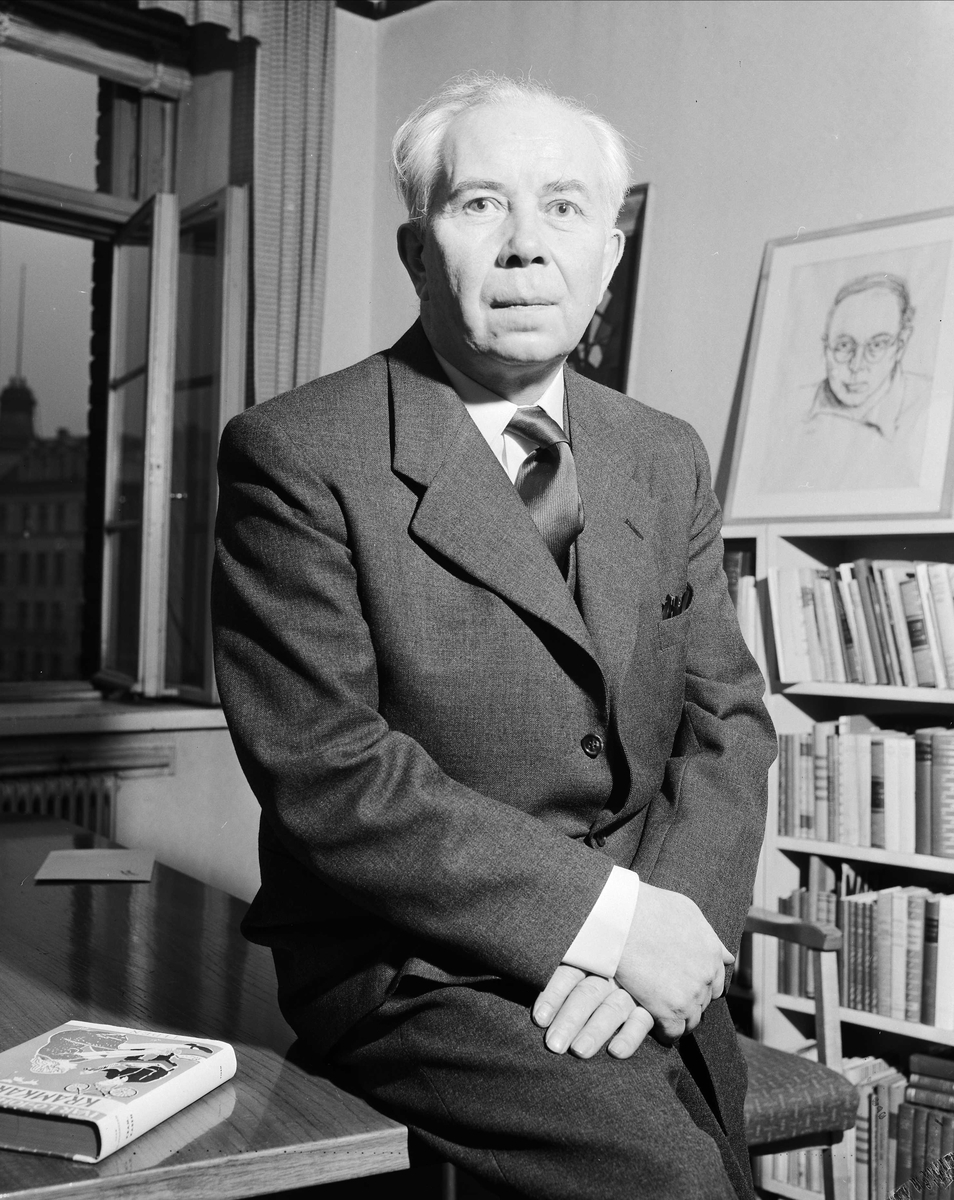
Ivar Lo-Johansson

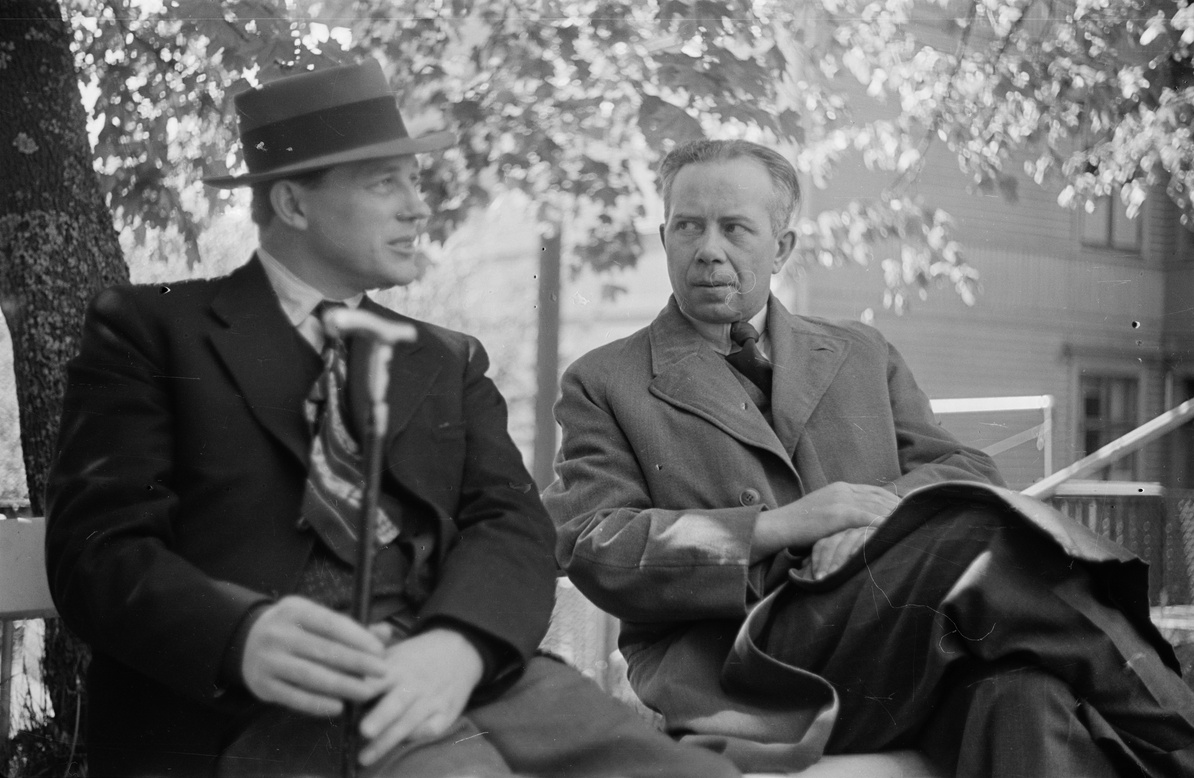
Lo-Johansson (rechts) met Harry Martinson

Ivar Lo-Johansson, eigenlijk Karl Ivar Loe (Ösmo, 23 februari 1901 – Stockholm, 11 april 1990) was een Zweeds schrijver en dichter. Hij werd vooral beroemd door zijn sociaal-proletarische romans.

## Leven en werk
Lo-Johansson was de zoon van een voormalig dagloner en keuterboer, en voornamelijk autodidact. Hij oefende verschillende beroepen uit en maakte tussen 1925 en 1929 diverse zwerftochten door Europa. Hij schreef daarover in een aantal reisverhalen (Vagabondliv i Frankrike, 1927) en liet in kort daarna ook een verhalenbundel en een experimentele gedichtenbundel verschijnen. Zijn eerste succes kwam met de liefdesroman Måna är död (Mana is dood, 1932), waarna een hele reeks naturalistische romans en novellen volgden die het arme boerenleven tot onderwerp hadden, geschreven vanuit een sociale insteek, altijd de kant kiezend van de 'underdog'. Deze werken, samen met een aantal polemische artikelen van zijn hand, hebben substantieel bijgedragen tot afschaffing van het feodale daglonerssysteem in Zweden in 1945.
In de jaren vijftig schreef Lo-Johansson een veel geprezen autobiografische verhalenreeks over zijn jeugd en het literaire leven in Zweden eind jaren twintig en begin jaren dertig. Eind jaren zestig publiceerde hij onder de verzameltitel de Passionssviten (1968–72) een aantal romans met de christelijke hoofdzonden als thema. Aan het einde van zijn carrière schreef hij ook zijn memoires.
Voor de Tweede Wereldoorlog was Lo-Johansson sterk betrokken bij de Zweedse vakbondsbeweging en ook na de oorlog bleef hij sociaal actief bij het politieke en openbare leven in zijn land. In 1979 ontving hij de Literatuurprijs van de Noordse Raad. Hij overleed in 1990, 89 jaar oud.

## Bibliografie

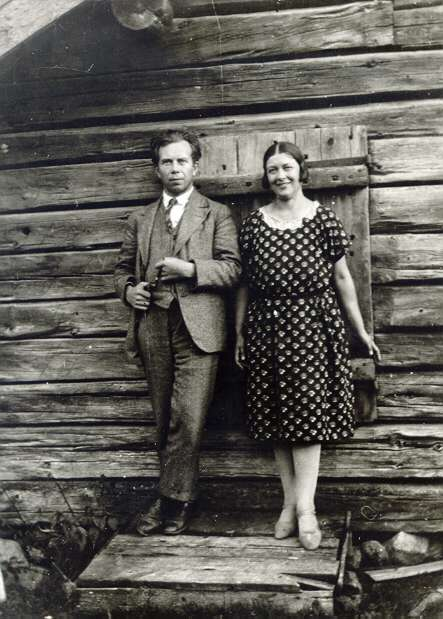
Lo-Johansson met Maria Nordberg, die model stond voor zijn Måna uit 1932.